# Domptail-en-l’Air
Domptail-en-l’Air település Franciaországban, Meurthe-et-Moselle megyében. Lakosainak száma 70 fő (2022. január 1.). Domptail-en-l’Air Brémoncourt, Haigneville, Haussonville, Lorey, Méhoncourt, Romain és Saint-Mard községekkel határos.

## Népesség
A település népességének változása:
| Lakosok száma | 39   | 44   | 55   | 60   | 70   | 71   | 71   | 71   | 72   | 70   |
|               | 1968 | 1982 | 1990 | 2006 | 2013 | 2015 | 2017 | 2019 | 2020 | 2022 |